# Eudoxia van Bulgarije

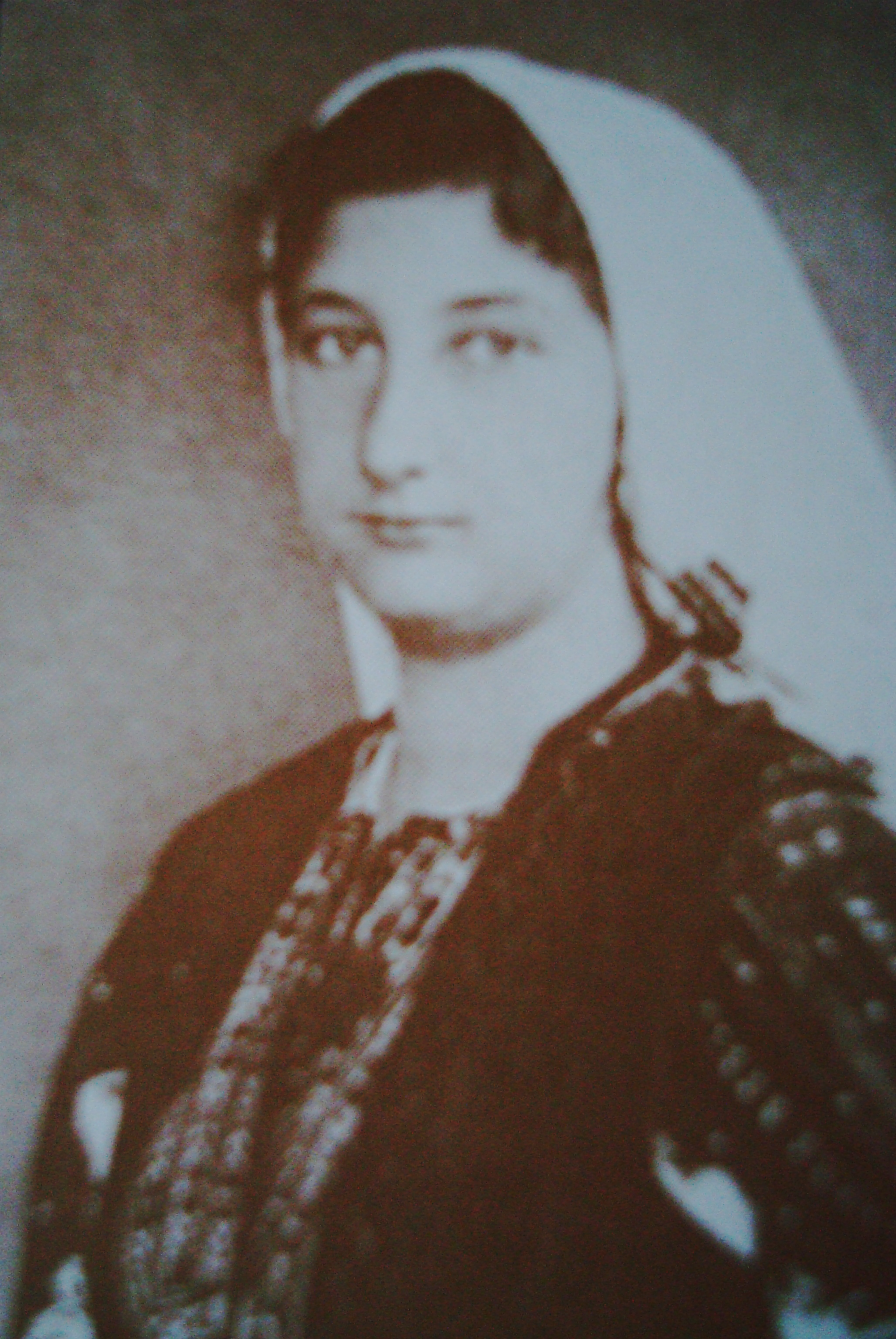
Prinses Eudoxia van Bulgarije

Prinses Eudoxia Augusta Philippine Clementine Maria van Bulgarije (Bulgaars: Евдокия) (Sofia, 5 januari 1898 — Friedrichshafen, 4 oktober 1985), was de oudste dochter en derde kind van tsaar Ferdinand I van Bulgarije en tsarina Maria Louisa van Bourbon-Parma. Ze was een zus van tsaar Boris III van Bulgarije en erg aan hem toegewijd, zij was zijn vertrouweling.
Prinses Eudoxia trad nooit in het huwelijk, al waren er wel geruchten dat zij zou willen trouwen met een Bulgaarse man, maar dit kon niet doorgaan omdat hij niet van goeden huize kwam. Ze zette zich in voor Bulgarije en ze trad op als eerste vrouw van het land tot haar broer Boris III in het huwelijk trad met prinses Johanna van Savoye. Ze was een jonger zusje van prins Cyril (1895-1945) en een oudere zus van prinses Nadejda (1899-1958). 
Na 9 september 1944 werd prinses Eudoxia gearresteerd en gemarteld door communistische troepen. Toch werd ze vrijgelaten en mocht samen met de rest van de koninklijke familie Bulgarije verlaten. Ze ging naar Duitsland, waar ze ging wonen in de buurt van haar zuster Nadejda, die was gehuwd met Albrecht Eugène van Württemberg.
Eudoxia stierf op 4 oktober 1985.